# デイヴィッド・デイヴィス (画家)
デイヴィッド・デイヴィス（David Davies、1864年5月21日 - 1939年3月26日）はオーストラリアの画家である。19世紀後半のオーストラリアの風景画家のグループ、「ハイデルバーグ派」の画家の一人である。

## 略歴
オーストラリアのビクトリア州バララットに生まれた。バララットの工業専門学校で学び、1886年からビクトリア国立美術館(ナショナル・ギャラリー)付属の美術学校(National Gallery of Victoria Art School)で、フレデリック・マッカビンやジョージ・フォリングスビー（George Folingsby）に学んだ。メルボルンのイーグルマウントで絵を描いていた画家たち、アーサー・ストリートンやチャールズ・コンダーといった「ハイデルバーグ派」の画家たちのもとへ何度も訪れ、彼らが宿にしていた農場の所有者の妹とは後に結婚することになった。
1890年にヨーロッパへの留学奨学金の得られる美術学校のコンテストに作品を出展したが、賞は得られなかった。作品は絵画コレクターのジェームズ・オッディーに買いあげられ、それを資金にヨーロッパに渡った。ヨーロッパではパリでジャン＝ポール・ローランスに学んだ。1891年にイギリスでJanet Sophia Davies と結婚し、イギリスでは多くの芸術家が集まっていたコーンウォール州のセント・アイヴスで活動した。1893年にオーストラリアに戻り、メルボルン郊外のTemplestoweに住んだ。この地域の夕暮れの風景がデイヴィスの代表作のテーマとなった。1896年にメルボルン郊外のCheltenhamに移った後、1897年にイングランドに渡り、セントアイブスに住んだ。 コーンウォールの各地に住んだ後、1908年からフランス、ノルマンディーのディエップに移った。第一次世界大戦中はロンドンで過ごし、その後再びディエップに住んで、フランスの風景も描いた。
1926年にメルボルンで開いた個展は成功した。
1932年にコーンウォールのLooeに移り、1939年にLooeで亡くなった。

## 作品

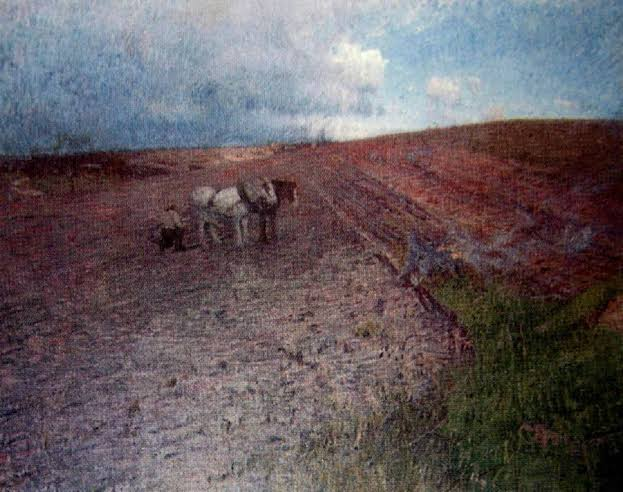
"The Season of Storm and Stress and Toil" (c.1889)
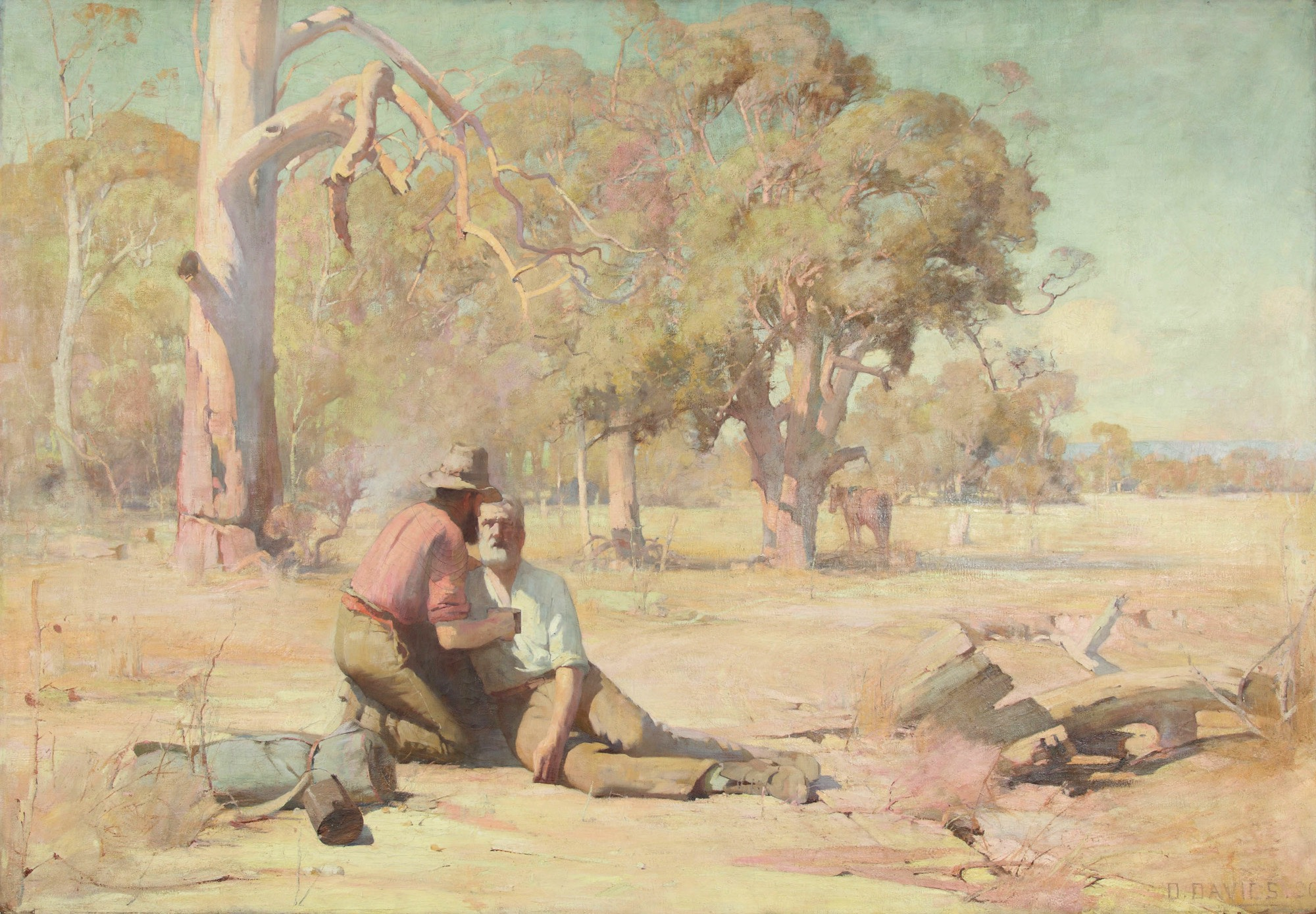
"Under the Burden and Heat of the Day" (1890)
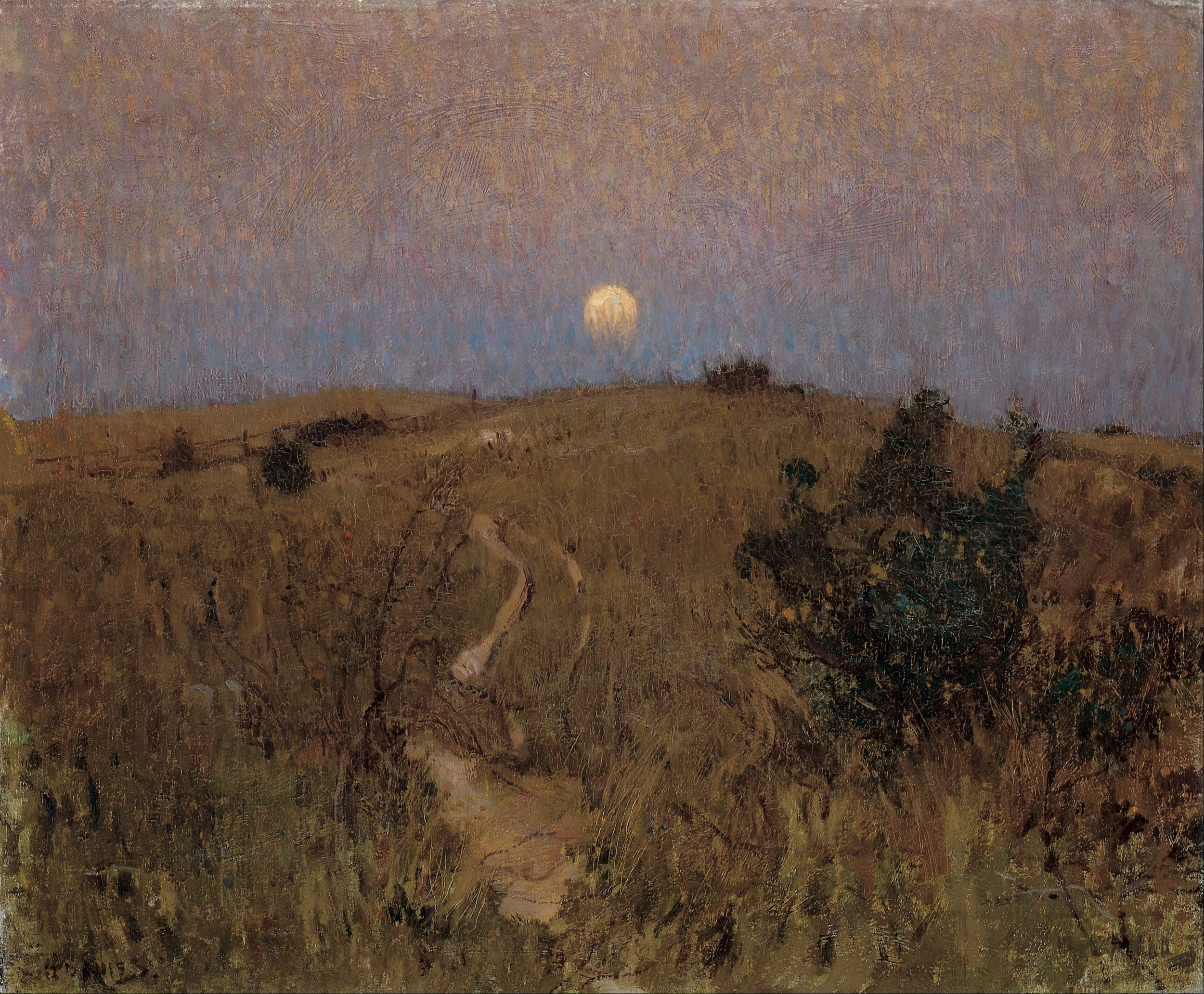
"Moonrise" (1893)
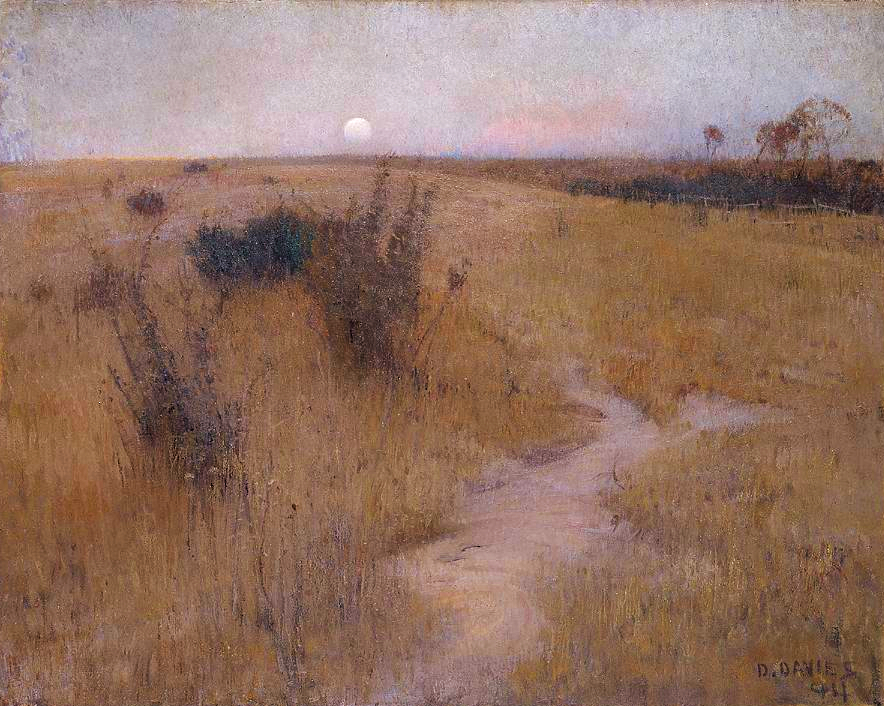
"Moonrise" (1894)
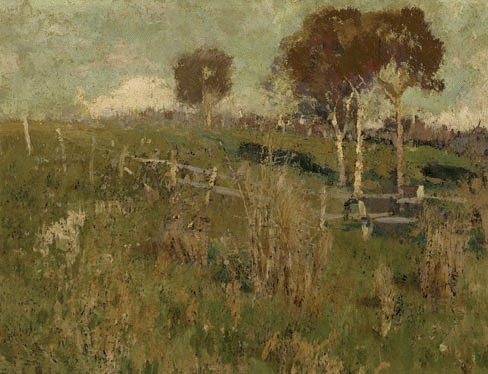
(1895)
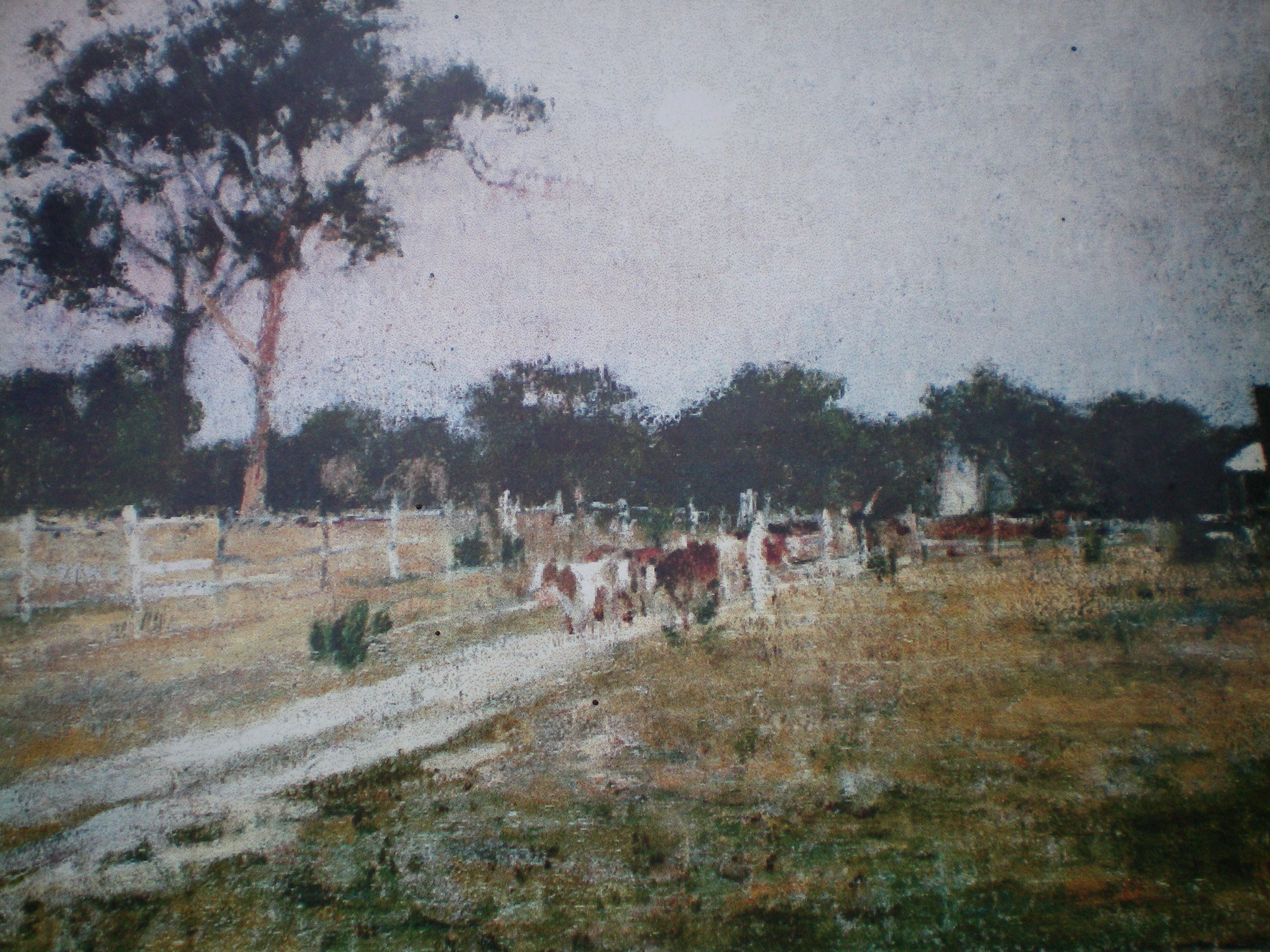
"Evening Templestowe" (1897)